# Werner Goelen

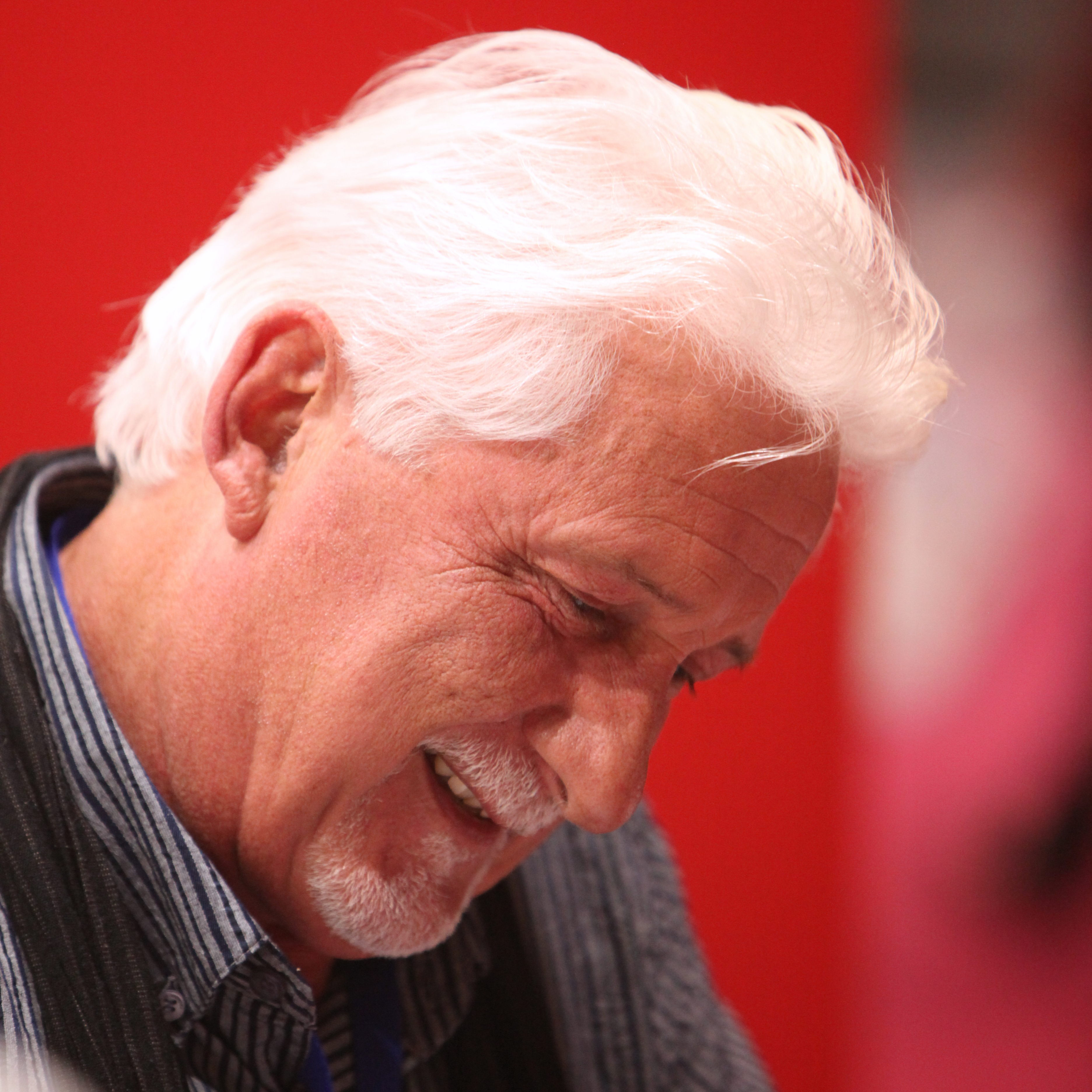
Werner Goelen, 2011

Werner Goelen alias Griffo (* 21. Mai 1949 in Wilrijk, Belgien) ist ein belgischer Comiczeichner.
1971 beendete er sein Studium an der Akademie der schönen Künste in Antwerpen, das er schon im Alter von 15 Jahren begonnen hatte. Zunächst übernahm er Gelegenheitsarbeiten als Illustrator für Frauenzeitschriften und Fernsehmagazine.
Als er sich im Jahr 1975 beim Lombard-Verlag vorstellte, unterbreitete man ihm ein reizvolles Angebot. Der Verlag suchte händeringend nach einem Nachfolger für Mittéï, der zur Konkurrenz bei „Spirou“ übergelaufen war. So erbte Griffo die im Jahre 1955 durch André Franquin begründete Serie Modeste et Pompon (dt.: Mausi und Paul). Neben der wöchentlichen Lieferung eines einseitigen Gag-Strips für das Tintin-Magazin bereicherte Griffo auch die vierteljährlich erscheinende „Tintin-Sélection“ durch humorvolle Mini-Erzählungen.
Trotz dieses vielversprechenden Starts seiner professionellen Laufbahn als Comiczeichner war er noch über Jahre zusätzlich in der Werbung tätig und gestaltete zudem erotische Seiten für das Verlagshaus Biofot.
Erst 1982 verwirklichte er gemeinsam mit Marcus (das ist Danny de Laet) ein klassisches Comic-Abenteuer in Albenlänge „L'Ordre du Dragon Noir“, das im Jahr 1987 auch in Deutschland erschien (Bob Wilson: In den Pranken des Tigerdrachen/Ehapa).
1984 schuf er gemeinsam mit Jean Van Hamme die futuristische Reihe „S.O.S. Bonheur“ (dt.: Das verbotene Glück) für Spirou. 1987 entstand zu Szenarios von Jean-François Di Giorgio die Detektiv-Reihe „Munro“. Nach drei albenlangen Abenteuern gab Griffo die Reihe jedoch an den Zeichner André Taymans ab.
1986 begründete Griffo schließlich eine langfristige Zusammenarbeit mit dem Comic-Texter Jean Dufaux. Ihre erste gemeinsame Arbeit war die Reihe „Béatifica Blues“ (deutsch bei Ehapa). 1987 folgte die ebenfalls in deutscher Übersetzung (Comicplus+) vorliegende historische Reihe „Giacomo C“, deren Handlung im Venedig des Rokoko angesiedelt ist. Als weitere gemeinsame Projekte entstanden schließlich in den neunziger Jahren die Reihen „Samba Bugatti“ und „Monsieur Noir“ (Deutsche Übersetzungen beider Serien beim Splitter-Verlag) sowie der One Shot „Sade“ (dt.: Der Adler, Mademoiselle …).
Im Jahre 1996 machte er auf dem Festival von Angoulême die Bekanntschaft von Patrick Cothias, mit dem er in der Folgezeit die historische Saga „Cinjis Quan“ (dt.: Dschingis Khan) sowie „La Pension du Dr. Eon“ realisierte. Seit 2000 zeichnet Griffo außerdem die ebenfalls in deutscher Übersetzung (Verlag Schreiber & Leser) vorliegende Reihe „Vlad“ nach Vorlagen von Yves Swolfs und in den Jahren 2003/2004 entstand zusammen mit Valérie Mangin der Zweiteiler Petit Miracle, welcher in  deutscher Übersetzung (Verlag Finix Comics) unter dem Titel Kleines Wunder veröffentlicht wurde.